# Comuna Văcărești, Dâmbovița
Văcărești este o comună în județul Dâmbovița, Muntenia, România, formată din satele Brăteștii de Jos, Bungetu și Văcărești (reședința).

## Așezare
Comuna se află la sud de Târgoviște, pe malul stâng al Dâmboviței și pe malul drept al râului Ilfov, râu pe care sunt amenajate câteva lacuri antropice: Bunget I, Bunget II și Brătești. Comuna este traversată de șoseaua națională DN71, care leagă Târgoviște de București, precum și de șoselele județene DJ721 ce duce de la Târgoviște la Costeștii din Deal și DJ722 care se ramifică din acesta și merge de-a lungul râului Ilfov până la Moara Nouă.
Comuna Văcărești este situată la 10 km sud de reședința de județ, Târgoviște. Teritoriul administrativ al comunei se întinde pe 3.821 ha, la care se adăugă suprafața pădurii satului de reședință și albia râului Dâmbovița, care trece la vest de Văcărești.

## Demografie
Componența etnică a comunei Văcărești
     Români (93,58%)
     Alte etnii (0,47%)
     Necunoscută (5,95%)
Componența confesională a comunei Văcărești
     Ortodocși (89,37%)
     Adventiști (2,51%)
     Alte religii (1,82%)
     Necunoscută (6,3%)
Conform recensământului efectuat în 2021, populația comunei Văcărești se ridică la 5.060 de locuitori, în scădere față de recensământul anterior din 2011, când fuseseră înregistrați 5.246 de locuitori. Majoritatea locuitorilor sunt români (93,58%), iar pentru 5,95% nu se cunoaște apartenența etnică. Din punct de vedere confesional, majoritatea locuitorilor sunt ortodocși (89,37%), cu o minoritate de adventiști (2,51%), iar pentru 6,3% nu se cunoaște apartenența confesională.

## Politică și administrație
Comuna Văcărești este administrată de un primar și un consiliu local compus din 13 consilieri. Primarul, Ionuț-Irinel Badea[*], de la Partidul Național Liberal, este în funcție din 1 noiembrie 2024. Începând cu alegerile locale din 2024, consiliul local are următoarea componență pe partide politice:
|  | Partid                    | Consilieri | Componența Consiliului | Componența Consiliului | Componența Consiliului | Componența Consiliului | Componența Consiliului | Componența Consiliului | Componența Consiliului | Componența Consiliului |
|  | ------------------------- | ---------- | ---------------------- | ---------------------- | ---------------------- | ---------------------- | ---------------------- | ---------------------- | ---------------------- | ---------------------- |
|  | Partidul Național Liberal | 8          |                        |                        |                        |                        |                        |                        |                        |                        |
|  | Partidul Social Democrat  | 5          |                        |                        |                        |                        |                        |                        |                        |                        |

## Istorie
La sfârșitul secolului al XIX-lea, comuna făcea parte din plasa Dealu-Dâmbovița a județului Dâmbovița și avea în compunere satele Văcărești, Băjești, Bungetu și Ciurari, cu 1730 de locuitori. În comună funcționau 3 biserici, o școală și o moară de apă cu făcae. În 1925, comuna făcea parte din plasa Târgoviște a aceluiași județ și avea 2575 de locuitori în satele Băjești, Bungetu și Văcărești.
În 1950, comuna a trecut în administrarea raionului Târgoviște din regiunea Prahova și apoi (după 1952) din regiunea Ploiești. În 1968, comuna a revenit la județul Dâmbovița (reînființat), și i s-a alipit și comuna Brătești, comună formată din satele Brăteștii de Jos și Brăteștii de Sus și separată recent din comuna Cazaci. Comuna Văcărești a luat atunci forma actuală prin includerea satului Băjești în satul Văcărești, și a satului Brăteștii de Sus în satul Bungetu.